# Saprosites laticeps
Saprosites laticeps är en skalbaggsart som beskrevs av Leon Fairmaire 1871. Saprosites laticeps ingår i släktet Saprosites och familjen Aphodiidae. Utöver nominatformen finns också underarten S. l. seychellensis.